# Инструктор кунг-фу
«Инструктор кунг-фу» (кит. 教頭, англ. The Kung-Fu Instructor) — гонконгский фильм режиссёра Сюнь Чун, вышедший в 1979 году.

## Сюжет
В одном китайском городе два известных клана, Мэн и Чжоу, враждуют на протяжении веков. Предки кланов разделили свои территории границами и установили законы, направленные на недопущение пересечение этих границ. Тому, кто осмеливался пройти через границу, отрезали ноги люди из другого клана. Клан Чжоу хочет покончить с этим и наладить отношения с кланом Мэн. Но глава клана Мэн, Мэн Эрда, не хочет ничего больше, чем полностью искоренить своих давних врагов. Он стремится завербовать тренера кунг-фу Ван Яна для подготовки членов своей семьи. Ван Ян отказывается, потому что знает, что члены клана будут использовать полученные знания в корыстных целях. Мэн Эрда приходит идея подставить учителя Яна. Эрда устраивает поединок между наёмником и тренером в центре города перед горожанами. Человек, бросивший вызов тренеру, не ровня Ван Яну, и когда парень спотыкается после того, как Ван Ян отталкивает его, он падает на деревянные шипы. Парень умирает у всех на глазах, и жители города начинают осуждать Ван Яна. Вместо ареста тренер сбегает, чтобы потом доказать свою невиновность. Посланник клана Мэн находит скрывающегося учителя и предлагает ему помощь: Мэн Эрда может использовать всё своё влияние, чтобы очистить имя тренера в обмен на преподавание кунг-фу. Не видя альтернативы, Ван Ян соглашается на это условие.
Чжоу Пин — член клана Чжоу, рискующий своей жизнью и здоровьем, пересекая границу, чтобы увидеть уроки Ван Яна. Затем Пин возвращается в свой зал, чтобы отработать то, что увидел на тренировке. В особняке Мэн Ван Ян встречает Цзя Цзя, молодую женщину, которая влюбляется в учителя. Неосторожный Чжоу Пин пойман на территории клана Мэн и доставлен к Мэн Эрда для вынесения приговора. Учитель Ян подслушивает и говорит от имени Пина. Тренер говорит главе клана, что он отведёт Пина обратно на территорию Чжоу. Ян и Пин пробиваются через людей Мэн и пересекают границу, где их тепло приветствуют. Ян поражён желанием Пина изучать кунг-фу и предлагает обучать его. Один из слуг Мэн пересекает границу, чтобы доставить сообщение для тренера Ван Яна. Мэн Эрда сообщает, что не держит зла и просит учителя вернуться обучать его людей. Учитель Ян настаивает на встречи, чтобы обсудить этот вопрос. В ходе переговоров Мэн Эрда просит учителя преподавать его людям стиль шаолиньского шеста. Эрда пытается подкупить его, затем шантажировать. Ван Ян реагирует, обвиняя клан в участии в убийстве. Эрда говорит тренеру собрать вещи и покинуть клан Мэн. На тренера нападают члены клана, после чего тот получает тяжёлое ранение. Цзя Цзя прячет Ван Яна и заботится о нём, в то время как люди Мэн ищут беглеца. Мэн Эрда приказывает убить нескольких монахов, чтобы потом, используя своё влияние, возложить вину на клан Чжоу. Вскоре полиция устраивает облаву на Чжоу. Ван Ян клянётся научить Чжоу Пина стилю шаолиньского шеста. После интенсивной подготовки Чжоу Пин достигает мастерства. Ван Ян настаивает на посещении клана Мэн и раскрытии всей правды и восстановлении репутации семьи Чжоу. Тем не менее, Мэн Эрда узнаёт предстоящем визите и устраивает западню, чтобы уничтожить своих врагов.

## В ролях
| Актёр      | Роль            |
| ---------- | --------------- |
| Ти Лун     | Ван Ян          |
| Ку Фэн     | Мэн Эрда        |
| Энджи Чиу  | Цзя Цзя         |
| Вон Ю      | Чжоу Пин        |
| Джонни Ван | учитель Оу      |
| Тик Вай    | боец клана Чжоу |
| Нгай Фэй   | учитель Чжоу    |
| Тхинь Чхин | Мэн Фа          |
| Лэй Кон    | сын Мэн Эрда    |
| Брюс Тхон  | боец клана Чжоу |
| Цзян Дао   | Ша Эрлан        |
| Джейми Лук | боец клана Чжоу |
| Чён Куоква | боец клана Чжоу |
| Чжань Сэнь | фальшивый брат  |
| Ян Чжицин  | комиссар        |

## Съёмочная группа
- Компания: Shaw Brothers
- Продюсер: Шао Жэньлэн
- Режиссёр: Сюнь Чун[кит.]
- Ассистент режиссёра: Мань Мань
- Постановка боевых сцен: Тхон Кай[кит.], Вон Пхуйкэй
- Художник-постановщик: Чань Кинсам
- Монтаж: Цзян Синлун, Ю Сиуфун
- Грим: У Сюйцин
- Дизайнер по костюмам: Чань Кинсам, Лю Цзию
- Оператор: Лам Найчхой
- Композитор: Эдди Ван

## Номинации
17-й Тайбэйский кинофестиваль Golden Horse (1980) — номинация в следующей категории:
- Лучший монтаж — Цзян Синлун, Ю Сиуфун